# Oxyrhopus doliatus
Oxyrhopus doliatus (несправжня коралова змія Біброна) — вид змій родини полозових (Colubridae). Ендемік Венесуели.

## Поширення і екологія
Несправжні коралові змії Біброна мешкають в горах Кордильєра-де-Мерида, в регіоні Лара-Фалькон та у горах Прибережного хребта. Вони живуть у напіввічнозелених тропічних лісах та в гірських хмарних лісах, на висоті від 10 до 2000 м над рівнем моря.